# NGC 3597
NGC 3597 è una galassia a spirale situata nella costellazione del Cratere alla distanza di circa 171 milioni di anni luce dalla Terra.
Si ritiene che la galassia sia il risultato della fusione di due galassie spirali di massa comparabile di cui una delle due aveva al centro un bulge più significativo. Questa fusione si sarebbe realizzata in tempi recenti, circa 10 milioni di anni fa e lo testimonia la presenza di numerose nuove stelle la cui formazione è stata innescata proprio dall'interazione delle galassie originarie. NGC 3597 sta evolvendo e si ipotizza la sua trasformazione in una massiccia galassia ellittica.
Inoltre sono stati identificati oltre 300 proto-ammassi globulari facenti parte della galassia che in futuro daranno luogo ad ammassi globulari, costituiti da milioni di stelle, orbitanti intorno a NGC 3597.

## Galleria d'immagini

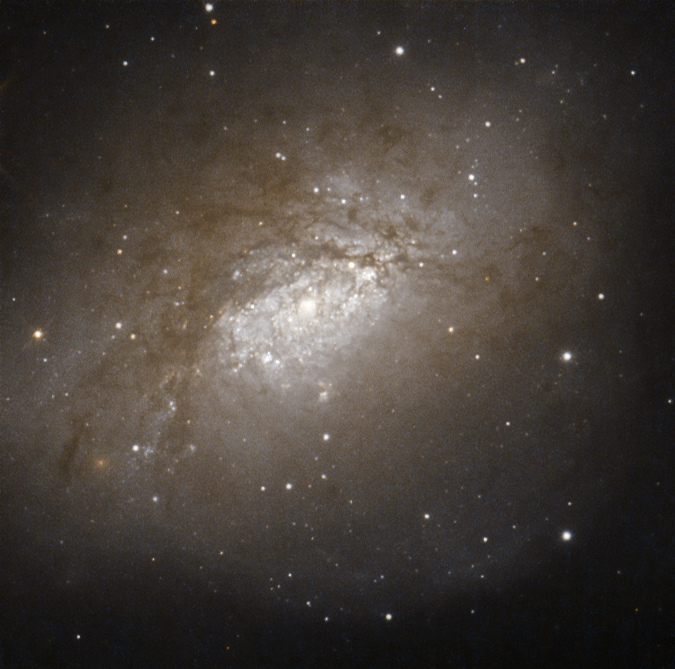
Il "core" di NGC 3597
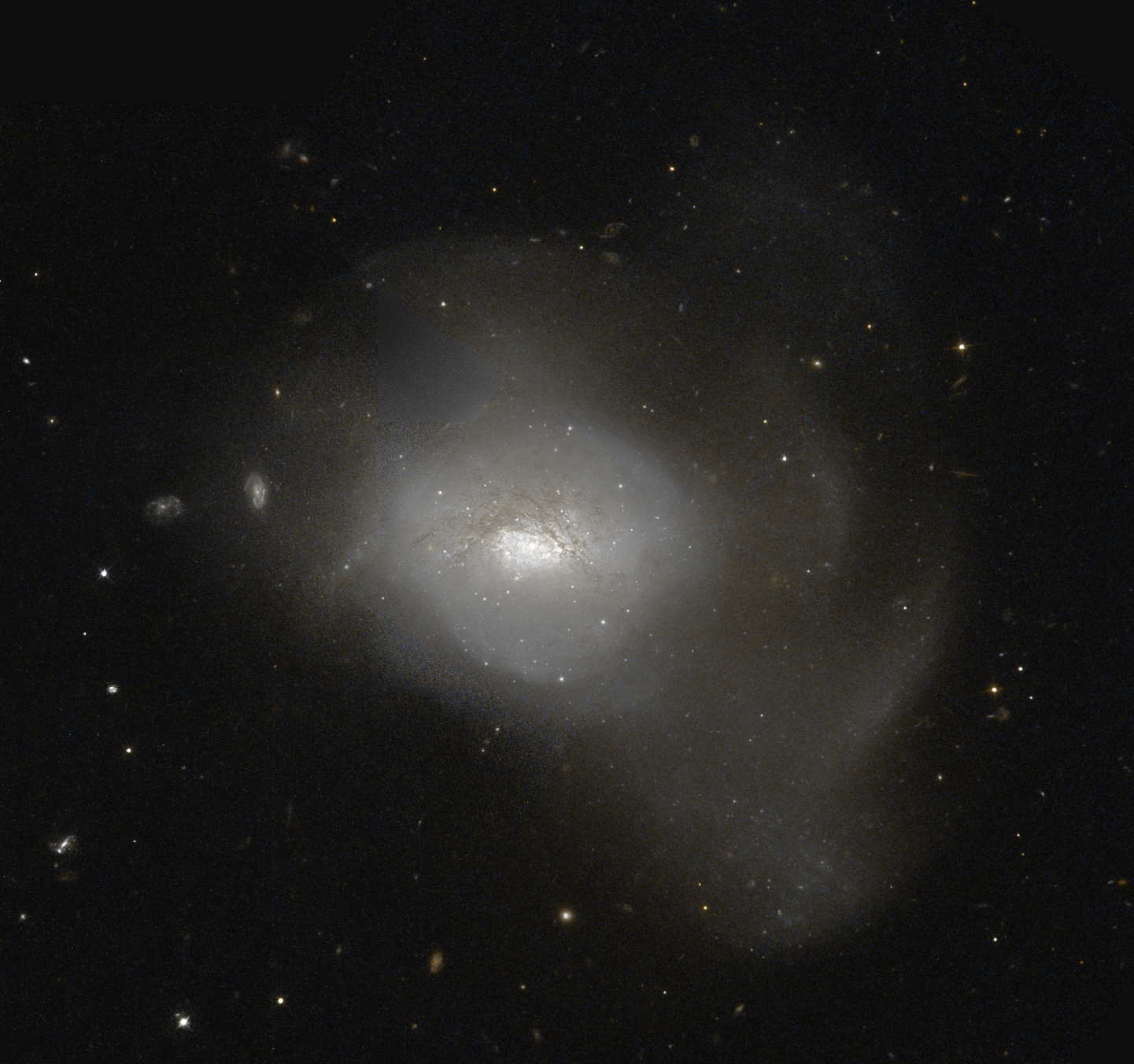
NGC 3597